# Ümmühan Ucar
Ümmühan Ucar (ur. 1 stycznia 1986) – turecka sztangistka, brązowa medalistka mistrzostw Europy.
Największym jej sukcesem jest brązowy medal mistrzostw Europy w Kazaniu (2011) w kategorii do 75 kg. W dwuboju osiągnęła 249 kg. 

## Wyniki
| Rok  | Zawody             | Miasto | Miejsce | Kategoria     | Wynik  |
| ---- | ------------------ | ------ | ------- | ------------- | ------ |
| 2011 | Mistrzostwa Europy | Kazań  | 3       | powyżej 75 kg | 249 kg |